# Cuevas de Sacromonte
Cuevas de Sacromonte es el nombre que recibieron los depósitos subterráneos de armas de la Escuela de Comunicaciones del Ejército Nacional de Colombia.Se encuentran ubicadas en la población de Facatativá y se convirtieron en el sitio de experimentación de torturas dirigido por el Batallón de Inteligencia y Contrainteligencia Charry Solano, que posteriormente pasó a llamarse Brigada XX, cuerpo especial de las Fuerzas Armadas de Colombia.

## Descripción
En estas cuevas o cavernas fueron torturado entre otros, miembros de los grupos guerrilleros M-19 y ELN. Las FF.MM actuaron bajo el estado de sitio y el Estatuto de Seguridad en el gobierno de Julio César Turbay, pero los abusos contra los derechos humanos continuaron.
Entre las víctimas conocidas que fueron torturadas y/o asesinadas en estos actos de crímenes de Estado se encuentran:
- José Manuel Martínez Quirós - abogado miembro del ELN.[6]
- Claudio Medina : Estudiante sindicado de pertenecer al Movimiento de Autodefensa Obrera (ADO).
- Olga López de Roldán: Médica acusada de pertenecer al M-19. Absuelta en 1981 y cobijada por sentencia del Consejo de Estado.[7]
- Augusto Lara Sánchez: Miembro del Comando político del M-19[8]
- Carlos Duplat - militante del M-19[9]
- Iván Marino Ospina; Miembro del comando militar del M-19

Responsables de los acontecimiento de este batallón durante los años 1978-1982:
- Generales Miguel Vega Uribe y Fernando Landazábal Reyes.[10]
- Teniente coronel. Jaime Luis Barrera
- Teniente coronel. Harold Bedoya Pizarro
- Mayor. Jaime Piñeros Rubio
- Mayor. Bejarano Bernal
- Sargento Mayor. Jose Vicente Arango